# Walter Nash
Walter Nash, né le 12 février 1882 à Kidderminster en Angleterre et mort le 4 juin 1968 à Lower Hutt en Nouvelle-Zélande, est un homme d'État néo-zélandais. Membre du Parti travailliste, il est ministre des Finances dans le premier gouvernement travailliste du pays, du 6 décembre 1935 au 13 décembre 1949 sous Michael Savage, puis premier ministre du 12 décembre 1957 au 12 décembre 1960.

## Jeunesse
Il naît dans une famille pauvre, de parents tisserands, dont il est le cinquième enfant (sur six). Son père, par ailleurs alcoolique, est membre du Parti conservateur, et son fils est ainsi confronté très jeune à la politique. Sa mère lui inculque de solides convictions anglicanes, qu'il maintiendra toute sa vie. Bien qu'ayant obtenu une bourse au mérite pour poursuivre ses études au-delà du primaire, ses parents sont trop pauvres pour l'y soutenir, et son éducation s'arrête donc à l'âge de 11 ans. Il travaille alors comme garçon de bureau pour un avocat. En 1896, la famille s'installe dans les environs de Birmingham, et Walter Nash travaille comme employé de bureau dans une usine de production de bicyclettes. 
En juin 1906, il épouse Lotty May Eaton, une employée de bureau de poste. Dans le même temps, il se lance dans le petit commerce à son propre compte, vendant des confiseries et du tabac. Il reprend son éducation au travers de cours du soir. En avril 1909, pour échapper à une récession, le couple émigre avec leur fils (né en 1908), et arrive à Wellington le mois suivant. Walter Nash devient secrétaire d'une boutique de tailleur. Il s'implique dans la communauté religieuse locale, et développe ses convictions, où se combinent une morale politique et religieuse. Parfois puritain, il acquiert la certitude que tout chrétien doit œuvrer à la construction du royaume de Dieu sur terre, et que le socialisme est une composante indissociable du christianisme. Il s'appuie également sur la pensée de l'écrivain et peintre anglais John Ruskin, pour qui « une juste distribution des richesses pour accroître au maximum le bonheur d'une majorité de la population est le principe le plus important en économie ». 

## Carrière politique

### Débuts
Il fait campagne pour le tout jeune Parti travailliste lors des élections législatives de 1911. La quasi-faillite en 1913 de l'entreprise pour laquelle il travaille le ruine. Il devient vendeur itinérant pour une entreprise de laine et de tissus. Il y réussit, et poursuit son éducation auprès de la Workers' Educational Association, qui éduque les travailleurs ayant dû interrompre jeune leurs études. Lorsque éclate la Première Guerre mondiale, il adopte un point de vue pacifiste. En 1919, il est élu membre de l'exécutif national du Parti travailliste. Vers 1920, il établit une librairie, qu'il confiera par la suite au parti. En 1922, il est élu secrétaire national du parti, poste qu'il conservera dix ans. Candidat malheureux aux élections législatives de 1925 et de 1928, il est élu député lors d'une élection partielle en 1929, représentant dès lors la ville de Lower Hutt à la Chambre des représentants jusqu'à sa mort.

### Ministre
À la suite des élections de 1935, Michael Savage, premier Travailliste à former un gouvernement en Nouvelle-Zélande, le nomme ministre des Finances. Il est le numéro trois du gouvernement, derrière Savage et Peter Fraser (ministre de la Santé et de l'Éducation). Le gouvernement doit faire face à la Grande Dépression, à un fort taux de chômage et à un secteur rural profondément marqué par la crise. Il nationalise la Banque de réserve de la Nouvelle-Zélande, placée désormais sous le contrôle du ministère des Finances. Il prête à bas coût aux fermiers pour relancer leurs activités, fixe le prix de certaines denrées, stimule la construction de nouvelles maisons, augmente les pensions de retraite et fait distribuer gratuitement du lait dans les écoles, le tout financé par une hausse des impôts sur le revenu et foncier. Avec Peter Fraser, il introduit en 1938 la sécurité sociale. C'est la mise en place de l'État-providence. Les Travaillistes triomphent aux élections cette même année, obtenant pour la première fois la majorité absolue des voix (53 %, contre 46 % en 1935).

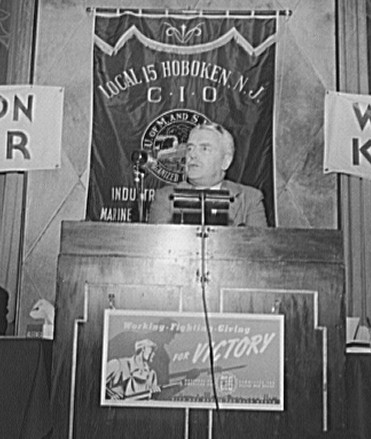
Walter Nash à New York en 1942, s'adressant à des ouvriers américains de l'industrie navale, pour leur parler des politiques sociales en Nouvelle-Zélande.

En mars 1940, à la mort de Michael Savage, Peter Fraser devient premier ministre, et Walter Nash vice-premier ministre tout en conservant le ministère des Finances. Pour la Seconde Guerre mondiale, il a suspendu à regret ses convictions pacifistes. En janvier 1942, il arrive à Washington, ayant été nommé ambassadeur auprès des États-Unis. Il en profite pour faire connaître son pays aux Américains, au travers de discours publics. De retour en Nouvelle-Zélande en avril 1943, il reprend la charge des finances publiques. Les Travaillistes gagnent à nouveau les élections cette année-là. En juillet 1944, il participe à la Conférence internationale de Bretton Woods, qui crée le Fonds monétaire international, auquel il est favorable. En 1947 et 1948, il participe aux conférences internationales sur la mise en place du GATT. 
Reconduit de justesse en 1946, le gouvernement travailliste perd finalement les élections de 1949, ayant notamment froissé son électorat par l'introduction d'un service militaire obligatoire en temps de paix. Peter Fraser meurt en décembre 1950 ; Walter Nash devient chef de l'Opposition, à la tête du Parti travailliste, face au gouvernement libéral-conservateur de Sidney Holland. Lors d'une grève des dockers en 1951, qui divise les syndicats, il prend une position de neutralité, déclarant en public qu'il n'est « ni pour, ni contre » les grévistes. Il en ressort affaibli et ridiculisé. Il peine à fédérer son parti, mais le mène néanmoins à une courte victoire aux élections de 1957, ayant promis d'abolir le service militaire obligatoire et de garantir des prêts à taux faible pour l'achat de logements. Il devient premier ministre. 

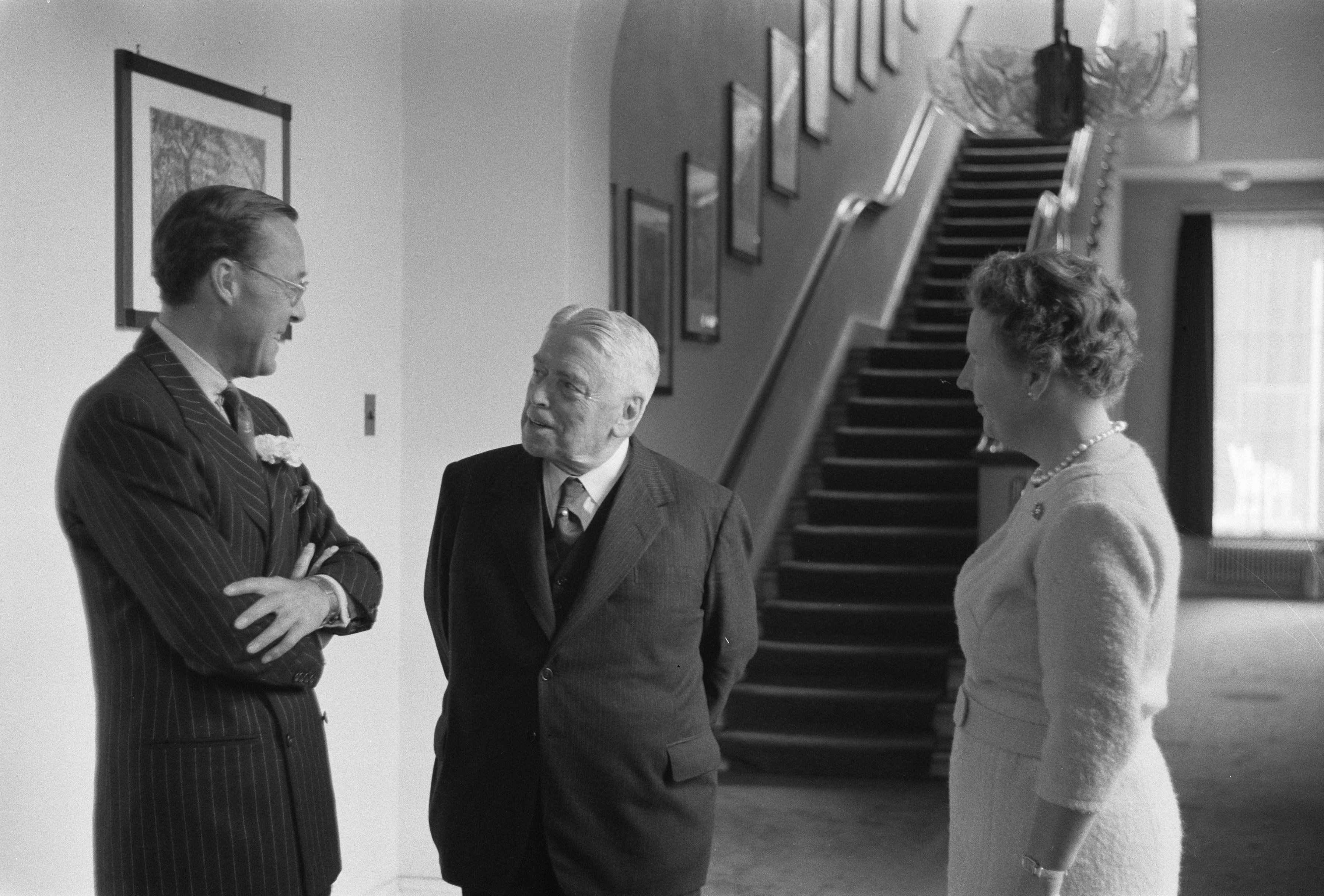
Walter Nash en 1960 avec la reine Juliana des Pays-Bas et son époux.

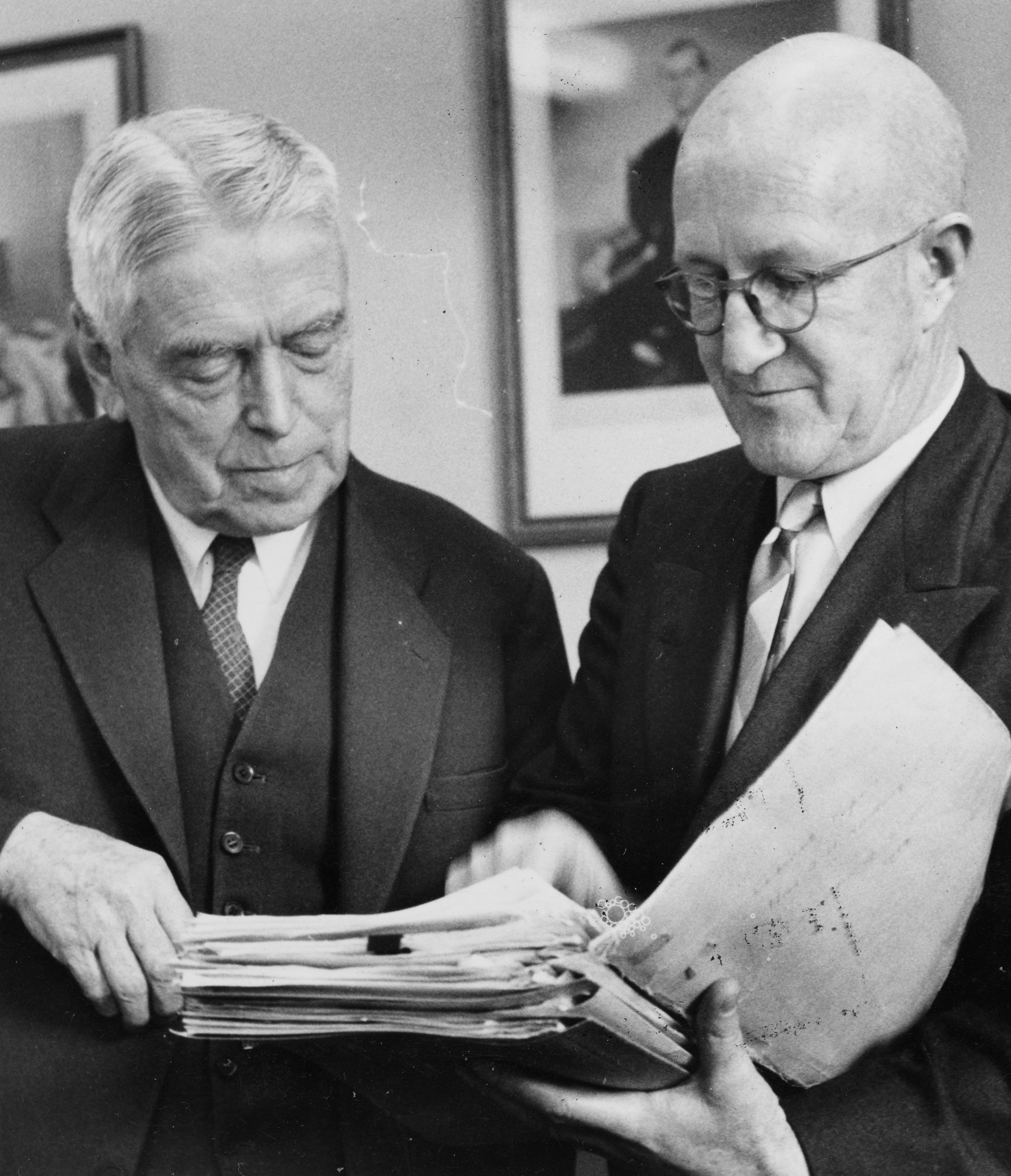
Walter Nash en 1958 avec son ministre des Finances Arnold Nordmeyer.

### Premier ministre
Le gouvernement Nash a la désagréable surprise de constater que le pays fait face à un sérieux déficit, dont leurs prédécesseurs conservateurs étaient parvenus à taire l'existence. Avec son ministre des Finances Arnold Nordmeyer, Nash y répond en introduisant des mesures protectionnistes et en augmentant les impôts directs et indirects. Ces mesures sont immédiatement très impopulaires. Plus généralement, en matière économique, le gouvernement Nash mène une politique d'industrialisation, jugée nécessaire pour la maturité économique du pays, ainsi que pour se substituer aux importations. 
En 1956, les All Blacks, l'équipe nationale de rugby, part en tournée en Afrique du Sud avec une équipe entièrement composée de joueurs blancs, afin de ne pas froisser les Sud-Africains à l'ère de l'apartheid. La décision des instances sportives de suspendre tous les joueurs maori pour cette tournée est profondément controversée, provoquant l'un des plus grands mouvements de protestation dans l'histoire de la Nouvelle-Zélande. Walter Nash, arguant que la décision ne peut être prise que par les autorités sportives, refuse d'intervenir, et mécontente de nombreux électeurs travaillistes. Par ailleurs Walter Nash, qui s'intéresse principalement aux affaires internationales, est souvent absent du pays. 

### Fin de carrière
Nash et les Travaillistes perdent les élections de 1960. Il démissionne de la tête du parti en 1962, permettant à Nordmeyer de préparer le parti aux élections de l'année suivante. En 1965, Walter Nash joue un rôle de premier plan dans les protestations contre la participation néo-zélandaise à la Guerre du Vietnam, s'exprimant en public à ce sujet. Il décède le 4 juin 1968, sept ans après son épouse. 